# Carlos Miguel (ator)
Carlos Miguel (1943 - Santarém, 11 de junho de 1943, 19 de junho de 2021) foi um actor, artista plástico e escritor português, mais conhecido por representar a personagem O Fininho no programa de televisão da RTP, "1, 2, 3" nos anos 1980.
Morreu a 18 de junho de 2021, no Hospital de Santarém onde estava internado, aos 77 anos.

## Biografia
Em 1959, começou a estudar no Conservatório Nacional, em simultâneo com trabalho em palco no Teatro da Trindade. O seu primeiro espectáculo foi um espectáculo de mímica.
Na década de 1960 fez parte da Companhia Lírica e da Companhia de Teatro Popular. Em 1966 junta-se à Empresa Teatral José Miguel e estreia-se no teatro de revista, numa produção de Paulo da Fonseca, César de Oliveira e Rogério Bracinha.
Durante 96 semanas em 1984 e 1985 interpretou dezenas de personagens no concurso 123, apresentado por Carlos Cruz.
Afastou-se da profissão de actor em 1998, após descobrir um cancro nas cordas vocais. Mudou-se para a aldeia de Granho em Salvaterra de Magos com a companheira Zélia Arthur (com quem viveu 38 anos) dedicando-se à pintura e escrita.

## Participações[1]

### Teatro de revista
- 1966 - "Mini Saia" [3]
- 1970 - "O prato do dia" [4]
- "Pimenta na língua"
- "Ora bolas p"ró pagode"
- "Cala-te boca!..."

Pós 25 de Abril de 1974
- "Lisboa acordou"
- "'Ó pá, pega na vassoura!" [5]
- "Ó patêgo, olha o balão"
- "Vamos a votos"
- "Quem tem Ecu tem medo"
- 1986 - "Lisboa, Tejo e tudo"  [6][7]

### Comédias
- "Porquinhos da Índia"
- "A cama dos comuns"
- "Que medo, senhor Alfredo!"
- "Três na (mesma) cama"

### Televisão
- 1984 - "1, 2, 3", "Fininho"
- "Eu Show Nico"
- "Nico d'Obra
- "Trapos e Companhia"
- "Os Andrades"
- "Polícias"
- "Reformado e Mal Pago"
- "Médico de Família"